# Jogo de construção de baralho

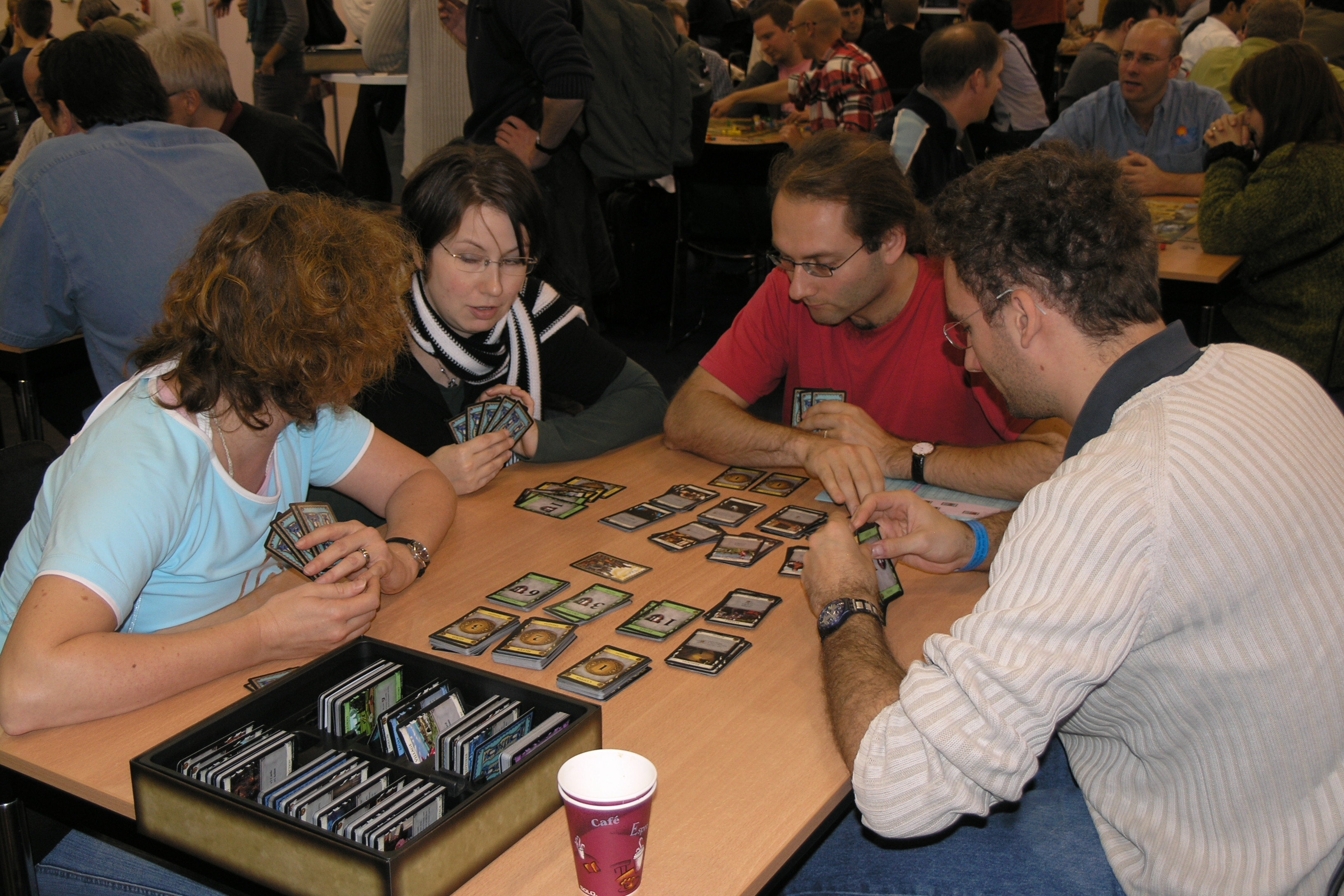
Herní festival Essen SPIEL 2008 - Dominion

Um jogo de construção de baralho é um jogo de cartas ou jogo de tabuleiro onde a construção de um baralho é um elemento principal da jogabilidade. Assim como em um jogo de cartas colecionáveis (JCC), cada jogador tem seu próprio baralho. Entretanto, ao contrário de em JCCs, as cartas não são vendidas em pacotes randomizados, e a maior parte do baralho é construída durante o jogo, ao invés de antes dele. Tipicamente, as cartas oferecem um tipo de moeda de jogo que permite que jogadores comprem mais cartas para adicionar a seus baralhos.

## História
O primeiro jogo de construção de baralho foi Dominion, cuja popularidade inspirou a criação de muitos outros: mais notavelmente Thunderstone, Ascension: Chronicle of the Godslayer, Legendary (baseado em histórias em quadrinho de super-heróis da Marvel Comics) e Clank!.

## Versões para computador
Em muitos casos, versões computadorizadas de jogos de construção de baralho são lançadas, emulando diretamente a versão de cartas ou tabuleiro. Por exemplo, Dominion pode ser jogado online através de um navegador web, e Star Realms possui versões digitais para Android, iOS, macOS e Microsoft Windows.

### Jogos roguelike de construção de baralho
Uma versão mais recente de jogos de tabuleiro de construção de baralho são jogos roguelike de construção de baralho. Tipicamente jogos para um jogador, esses jogos combinam os aspectos de construção de baralho de Dominion e de outros com cenários e recompensas gerados processualmente, um princípio fundamental de jogos roguelike. Esses jogos requerem que o jogador construa seu baralho à medida que o jogo avança, geralmente tendo que adicionar cartas de uma seleção aleatória como recompensa por completar objetivos. Apesar de o primeiro exemplo conhecido de um jogo como esse ser Dream Quest, o gênero ganhou popularidade com o lançamento de Slay the Spire em 2017.